# Lokissara
Lokissara est un roi usurpateur du royaume de Polonnaruwa au Sri Lanka  qui règne de 1210 à 1211.

## Contexte
Lokissara envahit le royaume à la tête d'une armée provenant du sud de l'Inde. il défait les troupes de la reine Lilavati et usurpe le trône pendant neuf mois avant d'en être chassé par le commandant en chef de l'armée royale Parakrama Pandya qui  y réinstalle la souveraine pour la 3e fois.